# Acmaeodera panamintensis
Acmaeodera panamintensis är en skalbaggsart som beskrevs av Frederic Westcott 1971. Acmaeodera panamintensis ingår i släktet Acmaeodera och familjen praktbaggar. Inga underarter finns listade i Catalogue of Life.